# Zentralbank der Philippinen
Die Bangko Sentral ng Pilipinas (BSP) ist die Zentralbank der Republik der Philippinen. Sie löste am 3. Juli 1993 die am 3. Januar 1949 gegründete Central Bank of the Philippines ab. Sie hat ihren Hauptsitz mit den insgesamt fünf Gebäuden in der philippinischen Hauptstadt Manila.

## Geschichte

### Gründung der Central Bank of the Philippines
Bereits in den 1933er Jahren bemühte sich eine Gruppe von Philippinern, ein Konzept für eine philippinische Zentralbank zu erstellen. Auslöser hierbei war der Hare-Hawes-Cutting-Act aus dem Jahre 1933, der den Philippinern ihre Unabhängigkeit gegenüber der USA erklärte. Auch während der Commonwealthzeit (1935–1941) gingen die Diskussionen über eine Zentralbank, die Preisstabilität und Wirtschaftswachstum garantiert, weiter. Zunächst ohne eine offizielle Zentralbank wurde das Währungssystem des Landes vom Finanzministerium verwaltet. Immer noch stark von den USA beeinflusst, benutzten sie als Standardwährung den US-Dollar, der zu 100 % mit Gold als Währungsreserve gesichert wurde. 1939 reichten die Philippinen ihren ersten Entwurf für eine Zentralbank ein. Da sie jedoch seit 1934 unter dem Tydings-McDuffie-Act standen, eine weitere Unabhängigkeitserklärung, die ihnen jedoch keine Unabhängigkeit in finanz- und außenpolitischen Themen zusprach, brauchten sie zur Realisierung des Entwurfes die Genehmigung des US-amerikanischen Präsidenten, der zu jenem Zeitpunkt Franklin D. Roosevelt war. Dieser lehnte dies aufgrund starker Oppositionen seitens der Kapitalinteressen jedoch ab. Der zweite Entwurf ging während der japanischen Besatzungszeit 1944 ein, dessen Realisierung jedoch abgebrochen werden musste. Nachdem Manuel Roxas das Amt des Präsidenten 1946 antrat, beauftragte er den damaligen Finanzsekretär Miguel Cuaderno damit, eine Charta für eine Zentralbank zu verfassen. Zudem sollte der philippinisch-amerikanische Finanzausschuss unter der Aufsicht von Cuaderno die philippinische Wirtschaftslage analysieren. Dieser kam zu dem Schluss, dass zum einen eine Währungsbehörde, die Zentralbank und ein Wechsel des Währungssystems vom US-Dollar zu einer manipulierten Währung, also ein Währungssystem, welches mithilfe der Allokationsfunktion funktioniert, dringend notwendig waren. Erneut machte der Zentralbankrat, von Manuel Roxas gegründet, einen Entwurf für eine Zentralbank. Dieser erreichte Februar 1948 den amerikanischen Kongress. Bereits am 15. Juni desselben Jahres unterschrieb Roxas’ Nachfolger Elpidio Quirino das Zentralbankengesetz von 1948, auch bekannt als der Republic Act No. 265. Offiziell wurde die Central Bank of the Philippines am 3. Januar 1949 mit Miguel Cuaderno als Zentralbankchef eröffnet. Dies war für die nationale Eigenständigkeit ein entscheidender Schritt.

### Nach der Gründung der Central Bank of the Philippines
In den 1950er Jahren hatte die Fertigungsindustrie in den Philippinen ein jährliches Wirtschaftswachstum von 10 bis 12 %. Deswegen ließ der Staat Währungsreserven anlegen. Auch die externen Staatsschulden waren sehr gering. Dies führte in den USA zu starken Protesten seitens der Firmen: Sie forderten zu ihren Gunsten neue Wirtschaftsregelungen. So mussten Kapitalisten und Exporteure in den Philippinen, egal ob philippinische oder ausländische, ihre Einnahmen in der Central Bank of the Philippines von US-Dollar in Pesos auszahlen lassen, der deutlich schwächer als der US-Dollar war.

### Die Gründung der Bangko Sentral ng Pilipinas
Die nächsten Jahre über wurden immer wieder Änderungen in der Charta der Central Banks of the Philippines vorgenommen, um den wirtschaftlichen Bedürfnissen nachzukommen. So wurde am 29. November 1972 zum Beispiel der Presidential Decree No. 27 erweitert. Ziele waren nun unter anderem die Kapazität der Central Bank of the Philippines auszudehnen, aber auch die Politikgestaltungsstruktur, den Umfang der Vollmacht und die Vorgehensweisen bei Problemen der Finanzinstitute zu verbessern. Dadurch soll die Bank besser mit der sich entwickelnden Wirtschaft und allgemein mit den aufkommenden Zentralbankproblemen auseinandersetzen können. Es kam die Idee einer unabhängigen Währungsbehörde auf, deren Realisierung die Nationalversammlung sich zur Aufgabe machte. Jahre später übernahm die Central Bank of the Philippines die Bestimmungen der Verfassung von 1973, die hauptsächlich auf die Gründung einer unabhängigen Zentralwährungsbehörde zielte. Am 14. Juni 1993 unterschrieb Präsident Fidel V. Ramos das Gesetz des Republic Act No. 7653, das neue Zentralbankengesetz. Dieses sieht die Gründung einer unabhängigen Währungsbehörde vor, mit Erhalt der Preisstabilität als primäres Ziel. In der alten Zentralbankencharta war dies als einziges Ziel vermerkt. Das neue Gesetz soll der Zentralbank auch finanzwirtschaftliche und verwaltende Eigenständigkeit geben, welches die alte Zentralbank nicht hatte. Am 3. Juli 1993 trat das Gesetz der neuen Zentralbank, der Bangko Setral ng Pilipinas, in Kraft. Somit ersetzte die Bangko Sentral ng Pilipinas fortan die Central Bank of the Philippines.

## Aufgaben und Ziele der Bangko Sentral ng Pilipinas
Die Bangko Sentral ng Pilipinas hat es sich zur Aufgabe gemacht, als zentrale Währungsbehörde für eine wettbewerbsfähige Wirtschaft sowie Finanzsystem zu sorgen, das den Philippinen einen hohen Lebensstandard versichern soll. Außerdem möchten sie Preisstabilität fördern und ein ausgeglichenes und nachhaltiges Wachstum der Wirtschaft ermöglichen. Dies soll zu einer gesunden Währungspolitik und effektiven Kontrolle der Kreditinstitute verhelfen.

## Charta der Bangko Sentral ng Pilipinas
Die Charta der Bangko Sentral ng Pilipnas ist in sieben Kapital unterteilt und definiert die Vorschriften, nach denen sich die Bangko Sentral ng Pilipinas zu richten haben.
1. Einrichtung und Organisation der Bangko Sentral ng Pilipinas
2. Die Bangko Sentral ng Pilipinas und ihre Zahlungsmittel
3. Leitbild der finanziellen Verwaltung der Bangko Sentral ng Pilipinas
4. Werkzeuge der Bangko Sentral ng Pilipinas
5. Aufgaben eines Bankkaufmanns und Regierungsfinanzberaters
6. Privilege und Verbote
7. Übergangsbestimmungen

## Aktuelles

### Fehlerhafte Geldscheine
Sowohl im Jahr 2005 als auch im Jahr 2010 wurde berichtet, dass die Zentralbank fehlerhafte Geldscheine herausgegeben hatte. Im Jahr 2005 musste eine ganze Palette an Geldscheinen zurückgefordert werden, da der Name der damaligen Präsidentin Gloria Arroyo fälschlich als Gloria Arrovo aufgedruckt worden ist. 2010 war auf dem 500-Peso-Schein die Farbe des Blaunackenpapagei falsch gewählt worden. So hatten dessen Schwanzfedern anstelle einer gelben Farbe eine grüne. Außerdem wurde auf der Landkarte der Philippinen, die auf sechs verschiedenen Geldscheinen zu sehen ist, ein unterirdischer Fluss, der zudem UNESCO-Welterbe ist, falsch platziert. Der stellvertretende Zentralbankchef Diwa Gunigundo entschuldigte sich hierfür mit den Worten: „Hätten wir eine genaue Karte gewollt, hätten wir alle 7000 Inseln einzeichnen müssen.“ Die Falschwahl der Farbe des Vogels begründet er mit der Tatsache, dass bei den Geldscheinen nicht der Vogel selbst, sondern die Farbe im Vordergrund stand.

### Starke Senkung des Zinssatzes
2012 waren die Philippinen von einer Inflation betroffen. So senkte die Bangko Sentral ng Pilipinas hierfür unerwartet die Zinsen für Darlehen um 25 Prozent auf 3,75 Prozent. Bereits im ersten Quartal sanken die Zinsen um 50 Prozent, sodass alles auf eine Inflation hindeutete. Die Bangko Sentral ng Pilipinas bezeichnete diese Entscheidung als „vorbeugendes Vorgehen gegen die damit verbundenen Risiken einer weltweiten Konjunkturabschwächung“. Experten behaupteten jedoch, dass die Bangko Sentral ng Pilipinas zum Aufwerten des Pesos so handelte, um die Wettbewerbsfähigkeit aufrechtzuerhalten. Es kam zu Preiserhöhung der Lebensmittel weltweit.

## Sonstiges

### Bangko Sentral ng Pilipinas Museum
Am 3. Januar 1999 wurde in Manila ein Geldmuseum eröffnet, welches die Evolution der Geldscheine und Münzen der Philippinen darstellen soll. Die Münzen und Scheine stammen zum einen aus dem Geldfond der Bank, welches seit 1974 das philippinische Geld aufbewahrt, sowie aus Spenden von Münzensammlern. Ziel der Ausstellung ist es, die Entwicklung des philippinischen Geldes zu zeigen. Zur besseren Übersicht ist die Galerie in Zeitperioden aufgeteilt, die wichtig für die philippinische Entwicklung. Das Museum befindet sich direkt in der Bank.

### Besondere Geldscheine
Im Jahr 2012 gab die Bangko Sentral ng Pilipinas zum 45. Jahrestreffen der Asian Developement Bank in Manila besondere 500-Peso-Geldscheine heraus: Mit auf den Geldscheinen war das Logo der Asian Developement vorhanden. Grund hierfür war, dass die Bangko Sentral ng Pilipinas gegenüber der Asian Developement Bank Solidarität mit deren Ziel, Armut in Asien und der Pazifikregion abzuschaffen, ausdrücken wollte. Die Asian Developement Bank schätzt die Armutsquote auf 1,8 Milliarden Menschen weltweit. Insgesamt waren 10 Millionen dieser besonderen Geldscheine im Umlauf.